# جداجد غدية
جداجد غُدية أو جنادب غُدية (الاسم العلمي: Bradyporinae)، فُصيلة حشرات من رتبة مستقيمات الأجنحة وفصيلة الجنادب الأمريكية.
تنتشر معظم أجناسه في أوروبا وشمال إفريقيا، حتى آسيا المعتدلة وشبه المدارية.